# Gobiidae
I Gobidi (Gobiidae Cuvier, 1816) sono la più numerosa famiglia di pesci ossei, con oltre 2 000 specie divise in 200 generi diversi. I membri di questa famiglia, appartenente all'ordine Gobiiformes, sono comunemente chiamati ghiozzo.

## Distribuzione e habitat
Questi pesci sono diffusi nei mari di tutto il mondo e nelle acque dolci delle zone tropicali e temperate calde.
Sono molto più frequenti nelle regioni tropicali ma non mancano numerose specie anche in acque fredde come quelle del mar del Nord o del mar Baltico. Sono invece del tutto assenti dai mari polari.

I Gobiidae hanno per la gran parte uno stile di vita strettamente bentonico e si mantengono quasi sempre ad intimo contatto con il substrato. Tuttavia alcune specie hanno evoluto caratteristiche di semipelagicità come il mediterraneo rossetto (Aphya minuta), il ghiozzetto di Ferrer (Pseudaphya ferreri) e il ghiozzetto cristallino (Crystallogobius linearis); sono comunque legati al fondo nel periodo riproduttivo.
I Gobiidae sono quasi tutti costieri, si possono rinvenire nelle pozze di marea del piano sopralitorale e sono molto comuni nel piano infralitorale. Si diradano nel circalitorale e scompaiono nelle acque più profonde.

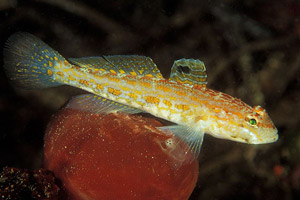
Gobius kolombatovici, specie endemica del mar Mediterraneo.

La maggioranza è adattata agli ambienti di fondo molle, ma sono molto comuni anche tra gli scogli, nel coralligeno, nelle barriere coralline e tra le posidonie.
Le specie dulcacquicole si rinvengono sia in acqua salmastra che nei laghi, nei fiumi e nei torrenti di media montagna.
Alcune specie, cieche e depigmentate, sono adattate alla vita nelle caverne.

## Descrizione
I Gobiidae sono piuttosto uniformi come aspetto, e molto caratteristici, tanto da essere immediatamente riconoscibili anche al profano. Le pinne dorsali sono due, di cui la prima, dotata di raggi spinosi, in alcune specie può essere ridotta ed in altre presentare raggi allungati. La pinna anale è simmetrica ed opposta alla seconda dorsale.

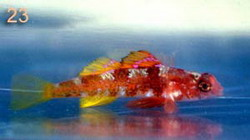
Speleogobius trigloides, specie endemica del mar Mediterraneo.

Le pinne ventrali sono, in quasi tutte le specie, unite a formare un disco adesivo con cui il pesce si fissa al substrato. Le pinne pettorali sono piuttosto ampie. La pinna caudale ha margine arrotondato o comunque non bilobato.
Gli occhi sono grandi ed inseriti in alto sulla testa, tanto da sporgere sopra il profilo del capo. La bocca è di solito grande.
Nei pesci di questa famiglia la linea laterale è del tutto assente e sostituita da un sistema di pori, canali e papille cefaliche, di fondamentale importanza tassonomica.
La colorazione, che di solito è mimetica e smorta, in talune specie, soprattutto tropicali ma anche nostrane, può vantare colori davvero spettacolari.
Le dimensioni sono piccole e vanno da meno di 1 cm nel caso di Pandaka pygmaea, il più piccolo vertebrato vivente proveniente dalle acque interne filippine, ai 30 cm di alcune specie in pochi e rari casi.

## Alimentazione

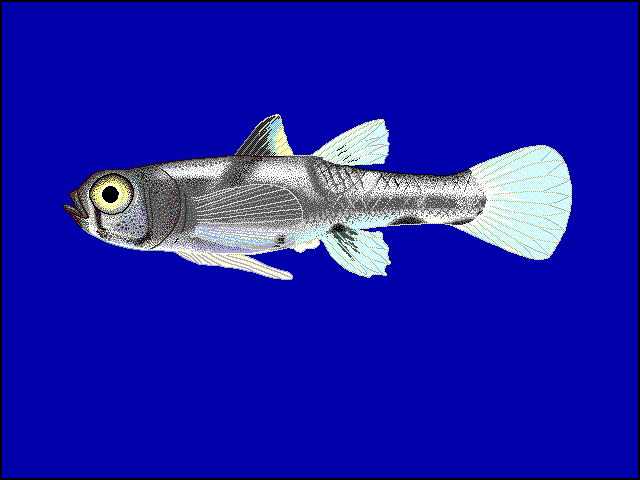
Pandaka pygmaea, il pesce più piccolo del mondo.

Tutti i Gobiidae sono carnivori e si cibano di piccoli animaletti come vermi, crostacei, molluschi, eccetera.

## Riproduzione
Tutti i Gobiidae costruiscono un nido, in cui vengono deposte le uova, e che poi viene guardato dal maschio. Di solito le uova vengono deposte sul soffitto del rifugio. Molto spesso la riproduzione avviene più di una volta all'anno. Diverse specie (come le italiane Knipowitschia panizzae e Ninnigobius canestrinii) hanno un ciclo annuale e tutti gli adulti muoiono dopo la lunga stagione riproduttiva. Gli avannotti spesso hanno una breve fase pelagica prima di assumere le abitudini bentoniche degli adulti.

## Acquariofilia

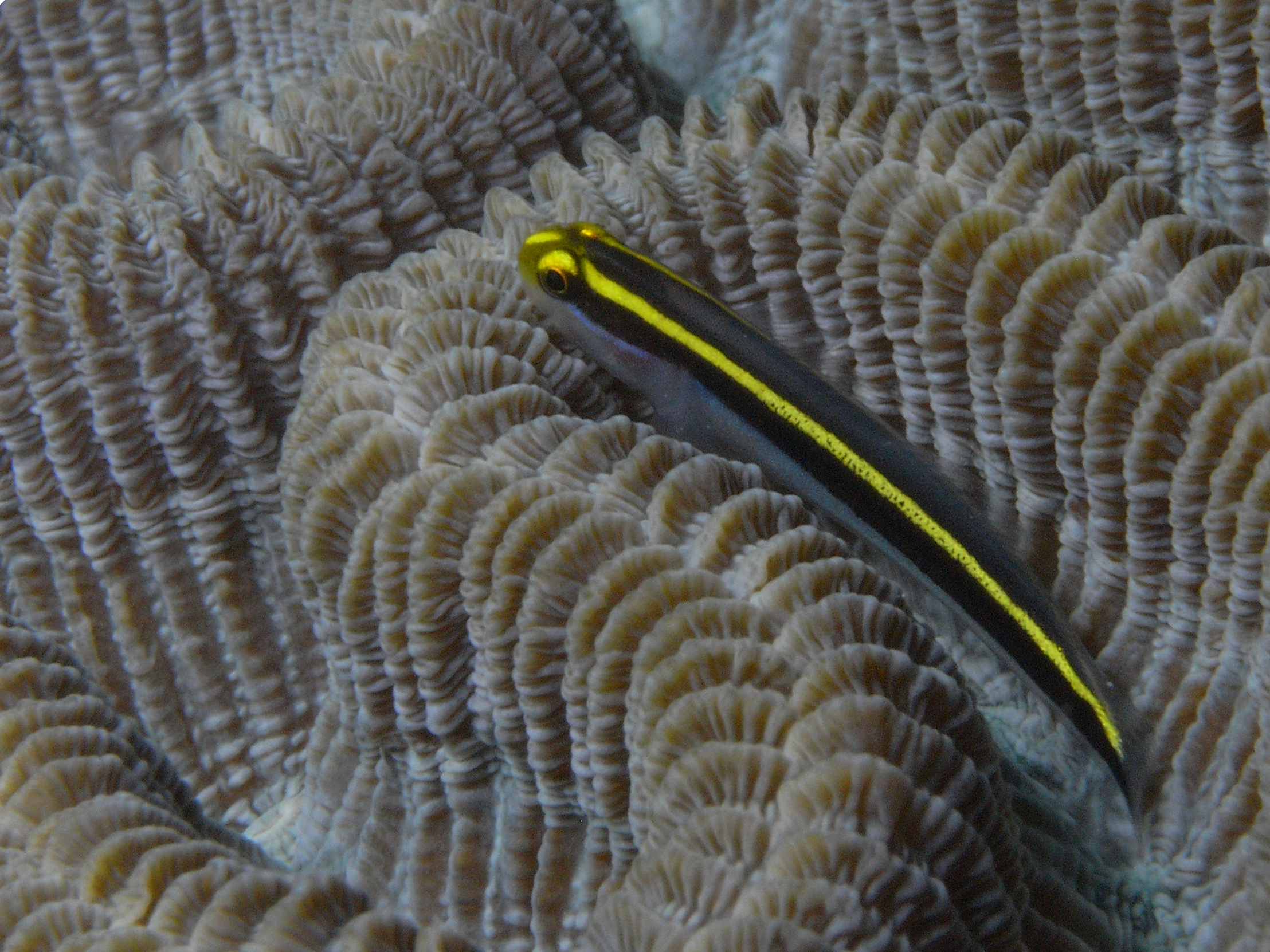
Elecatinus randalli fotografato a Bonaire, nei Caraibi.

Alcune specie tropicali, sia marine che d'acqua dolce, vengono comunemente allevate in acquario, come ad esempio i rappresentanti dei generi Brachygobius o Elecatinus.

## Pesca
Alcune specie si catturano in abbondanza con reti a bilancia, reti da posta, reti a strascico e nasse, ma di solito non hanno una particolare importanza per la pesca, salvo alcune eccezioni come il ghiozzo gò nelle lagune dell'Adriatico settentrionale.

## Bibliografia

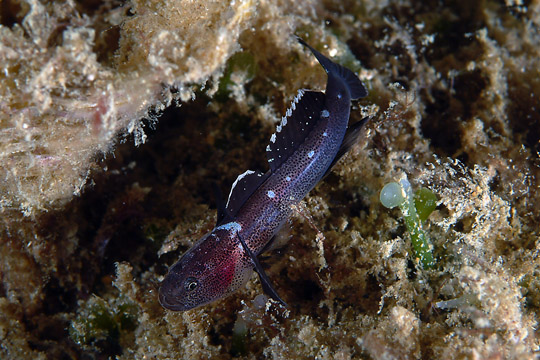
Didogobius schlieweni, specie endemica del mar Mediterraneo

## Sottofamiglie

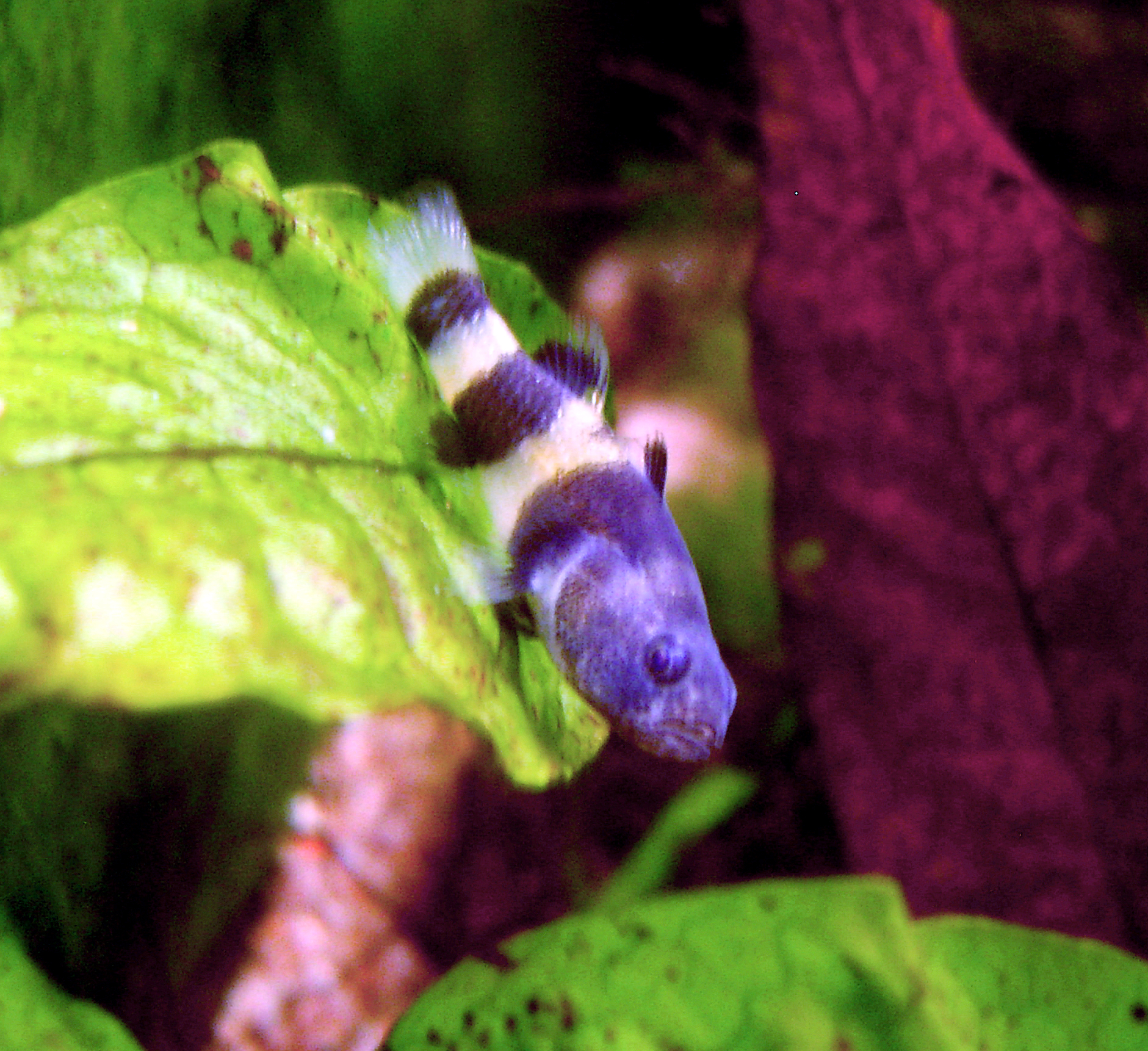
Brachygobius xanthozona, specie comunemente allevata negli acquari

- Amblyopinae
- Gobiinae
- Gobionellinae
- Oxudercinae
- Sicydiinae